# WTA German Open 1988
Il WTA German Open 1988 è stato un torneo di tennis giocato sulla terra rossa.
È stata la 76ª edizione del German Open, che fa parte della categoria Tier I nell'ambito del WTA Tour 1988.
Si è disputato al Rot-Weiss Tennis Club di Berlino in Germania dal 9 al 15 maggio 1988.

## Campionesse

### Singolare
Steffi Graf ha battuto in finale  Helena Suková con il punteggio di 6–3, 6–2.

### Doppio
Isabelle Demongeot /  Nathalie Tauziat hanno battuto in finale  Claudia Kohde Kilsch /  Helena Suková con il punteggio di 6–2, 4–6, 6–4.